# Bill Williams (créateur de jeu vidéo)
Pour les articles homonymes, voir Williams et Bill Williams.
Bill Williams (1960 - 1998) est un game designer et un programmeur de jeux vidéo de nationalité américaine.
Ses jeux, qu'il a pour la plupart développés seul, sont appréciés pour leur concept, leurs graphismes et leur technologie avancée : The Pioneer Plague est, sur ce point, le premier jeu Amiga 500 à utiliser le mode graphique Hold-and-Modify durant les phases de jeu.
Il a arrêté son métier en 1992 pour étudier au séminaire à Chicago et obtint l'année suivante un master degree de théologie. Il est décédé en 1998 des suites d'une mucoviscidose.
Si on se souvient de lui surtout pour ses jeux vidéo, il a aussi publié un ouvrage théologique : Naked Before God: The Return of a Broken Disciple  (ISBN 0-8192-1878-2).

## Liste de jeux
- Atari 800 :
  - 1982 - Salmon Run
  - 1982 - Necromancer
  - 1983 - Alley Cat (aussi en version DOS)
- Amiga :
  - 1987 - Mind Walker
  - 1987 - Sinbad and the Throne of the Falcon
  - 1988 - The Pioneer Plague
  - 1988 - Knights of the Crystallion
- NES
  - 1991 - Monopoly
- Super Nintendo :
  - 1993 - Bart's Nightmare